# Волго-Дон (хутор)
Волго-Дон — хутор в Песчанокопском районе Ростовской области.
Входит в состав Развильненского сельского поселения.

## География
На хуторе имеются две улицы — Речная и Солнечная.

## Население
| 1989 | 2002 | 2010 |
| ---- | ---- | ---- |
| 19   | ↘7   | ↗12  |